# Juan Azagra Vicente
Juan Azagra Vicente (Novallas, 30 de octubre de 1896-Novallas, 10 de julio de 1974) fue un sacerdote organista, compositor y maestro de capilla español.

## Biografía
Se educó en el seminario menor de Tarazona y posteriormente en el seminario metropolitano de Zaragoza. El 6 de marzo de 1920 ganó las oposiciones a primer organista de la Catedral de Lugo, a pesar de no haber terminado sus estudios en Zaragoza. Un permiso especial del obispo Isidoro Badía y Sarradel le permitió realizar las oposiciones y trasladarse a Lugo para terminar allí sus estudios. Entre sus profesores se cuenta Ramón Borobia Cetina, iniciador de una importante saga de músicos. Azagra realizó el servicio militar en África. Fue ordenado sacerdote en 1921.
Permaneció en Lugo hasta 1926, cuando ganó las oposiciones a maestro de capilla en la Catedral de Tarazona. Fue nombrado el 16 de marzo de 1926, consiguiendo un beneficio y un trabajo como profesor en el seminario de Tarazona. Permaneció en Tarazona hasta 1948. Ese año ganó las oposiciones a la maestría de la Catedral del Pilar en Zaragoza que el arzobispo Roberto Domenech y Valls había propuesto tras el retiro de Gregorio Arciniega Mendi. Comenzó reformando el coro de infantes de las catedrales, abriendo a partir de 1950 sus actuaciones a otras parroquias de Zaragoza. Seis años después, en 1956, fundó Schola cantorum Santa María del Pilar, un coro que unía la escolanía del Pilar con adultos, seminaristas y  exinfantes. Sus actuaciones fueron numerosísismas entre 1950 y 1963, extendiéndose a avenidas no religiosas, como el Teatro Principal de Zaragoza, y a otras ciudades, como Madrid, Vitoria y San Sebastián.
En 1968 fue operado de un aneurisma en Madrid. Un fallo médico durante la operación le causó una parálisis facial que mantuvo hasta el final de su vida. Se jubiló tres años más tarde, en 1971. Regresó a vivir a su pueblo natal, Novallas, donde falleció el 10 de julio de 1974.

## Obra
Sus obras se conservan en las catedrales de Tarazona y Zaragoza, incluyendo algunas que no han sido estrenadas. Posiblemente su obra más importante sea la Misa en honor a la Virgen del Pilar; también escribió el Romance del peregrino, el Tenebrae para coro mixto, el Ave María para coro mixto, además de varias misas y salves regina, motetes, villancicos e himnos. Gran parte de su obra fue escrita para el Schola Cantorum, pero también escribió zarzuelas y arias, que se cantaron en teatros líricos de Italia y Alemania.